# Лигарде, Себастьян
Себастьян Лигарде (исп. Amedee Gerardo Ligarde Mayaudon, conocido como Sebastian Ligarde) (26 января 1954, Ларедо, Техас, США) — известный мексиканский актёр, запомнившийся зрителям как исполнитель отрицательных персонажей, злодеев и бандитов. Рост — 187 см.

## Биография
Родился 26 января 1954 года в Ларедо в смешанной семье — отец являлся американцем мексиканского происхождения, мать — француженкой мексиканского происхождения. Перед творческой карьерой поступил в Техасский университет, и спустя 5 лет его окончил со степенью бакалавра искусств в области коммуникаций со специализацией в области актёрского мастерства и кинематографии. Сначала, в 1974 году дебютировал в качестве театрального актёра в пьесе Глаза человека, а в 1976 году в кинематографе в фильме Выжившие в Андах и с тех пор снялся в 105 работах в кино (90 фильмах и 25 теленовеллах). В 2001 году снялся в роли главного злодея Диего Дуваля в культовом телесериале Страсти по Саломее, что привело к популярности актёра во многих странах мира.

## Личная жизнь
Себестьян Лигарде всегда был сторонником гомосексуальных отношений, и занимался ими на протяжении свыше 20-ти лет (об этом он выступил с интервью журналу TVyNovelas в июне 2013 году). Также известно, что он оформил официальный однополый брак с Хорхе Лопес Лира, и никогда не женился на женщине противоположного пола, детей не имеет.

## Фильмография

### Мексика

#### Телесериалы

##### Свыше 2-х сезонов
- 1985-2007 — Женщина, случаи из реальной жизни (17 сезонов)
- 2005-08 — Решения (Мексика-Колумбия-США) (3 сезона) — Роберто.

##### Televisa
- 1986 — Марионетка — Луис.
- 1987 — Пятнадцатилетняя — Гильермо «Мемо» Лопес.
- 1989 — Белое и чёрное — Андрес де Кастро.
- 1990 — В собственном теле — Абигаиль Муньос.
- 2001-02 — Страсти по Саломее — Диего Дуваль (дубл. Никита Прозоровский).

### Перу

#### Телесериалы

##### Американское телевидение
- 2023 — Luz de luna — Adan Cruces Lezama[1]

### США

#### Телесериалы свыше 2-х сезонов
- 1985-89 — Альфред Хичкок представляет (4 сезона) — Тим.

## Награды и премии
Себастьян Лигарде был четыре раза номинирован на три премии: Diosa de plata, ACE и TVyNovelas, и во всех номинациях он одержал достойную победу по номинациям «Лучший злодей» и «Лучшая мужская роль».